# Michael Pittman
Pour les articles homonymes, voir Pittman.
(en) Statistiques sur pro-football-reference
(en) Statistiques sur statscrew
Michael Pittman (né le 14 août 1975) est un joueur de football américain ayant joué dans la National Football League (NFL).
Il évolue au poste de running back et a joué pour les Cardinals de l'Arizona, les Buccaneers de Tampa Bay puis les Broncos de Denver. C'est un running back connu pour sa puissance : il mesure 1,82 m pour 102 kg. Il a remporté le Super Bowl XXXVII avec les Buccaneers à l'issue de la saison 2002.